# Lorna Wing
Lorna Wing (n.en Gillingham, Kent, Inglaterra, 7 de octubre de 1928 -m. en Kent, Inglaterra, 6 de junio de 2014) fue una psiquiatra británica. Como resultado de tener una hija autista, se involucró en la investigación de trastornos del comportamiento, particularmente en el espectro del autismo. Entró a formar parte, junto con otros padres, de la NAS (National Autistic Society, Inglaterra, en 1962. Trabajaba a tiempo parcial como psiquiatra en el Centro NAS de desórdenes sociales y de comunicación (NAS Centre for Social and Communication Disorders) y tenía su residencia en Sussex, Inglaterra.

## Espectro autista
El concepto de espectro autista tiene su origen en un estudio realizado por Lorna Wing y Judith Gould en 1979. Definen el autismo «como un continuo más que como una categoría diagnóstica, como un conjunto de síntomas que se puede asociar a distintos trastornos y niveles intelectuales, que en un 75% se acompaña de retraso mental, que hay otros cuadros con retraso del desarrollo, no autistas, que presentan sintomatología autista».
Los rasgos del espectro autista no se producen sólo en las personas con trastorno profundo del desarrollo, sino en otras cuyo desarrollo está afectado por diferentes causas: retrasos de origen metabólico o genético, epilepsias en la primera infancia que se acompañan de retraso mental, alteraciones asociadas a cuadros de discapacidad sensorial,… Las alteraciones sintomáticas del espectro autista son las que definen esencialmente las estrategias de tratamiento, más que las etiquetas psiquiátricas, neurobiológicas y psicológicas con que se definen los cuadros (Wing y Gould, 1979).
Además, Lorna Wing desarrolló la tríada de Wing (dimensiones alteradas en el continuo autista): trastorno de la reciprocidad social, trastorno de la comunicación verbal y no verbal y ausencia de capacidad simbólica y conducta imaginativa. Aunque luego añadió los patrones repetitivos de actividad e intereses.
Wing es la autora de muchos libros y documentación académica, incluyendo Asperger's Syndrome: a Clinical Account, un texto de referencia de 1981 que popularizó las investigaciones de Hans Asperger e introdujo el término Síndrome de Asperger. También es autora del Autism Spectrum Screening Questionnaire (ASSQ), un cuestionario para el diagnóstico de trastornos del espectro autista en niños de 7 a 16 años.
Hoy en día es conocido como trastorno del espectro autista.

## Documentos
- Wing, L. & Gould, J. (1979), "Severe Impairments of Social Interaction and Associated Abnormalities in Children: Epidemiology and Classification", Journal of Autism and Developmental Disorders, 9, pp. 11-29.
- Wing, L. (1980). "Childhood Autism and Social Class: a Question of Selection?", British Journal of Psychiatry, 137, pp. 410-417.
- Wing, L. (1981), "Asperger's Syndrome: a Clinical Account", Psychological Medicine, 11, pp. 115-130.
- Burgoine, E. & Wing, L. (1983), "Identical triplets with Asperger's Syndrome", British Journal of Psychiatry, 143, pp. 261-265.
- Wing, L. and Attwood, A. (1987), "Syndromes of Autism and Atypical Development", in Cohen, D. & Donnellan, A. (eds.), Handbook of Autism and Pervasive Disorders, New York, John Wiley & Sons.
- Wing, L. (1991), "The Relationship Between Asperger's Syndrome and Kanner's Autism", in Frith, U. (ed.), Autism and Asperger Syndrome, Cambridge, Cambridge University Press.
- Wing, L. (1992), "Manifestations of Social Problems in High Functioning Autistic People", in Schopler, E. & Mesibov, G. (eds.), High Functioning Individuals with Autism, New York, Plenum Press.

## Libros
- 1964, Autistic Children
- 1966, Physiological Measures, Sedative Drugs and Morbid Anxiety, with M.H. Lader
- 1969, Children Apart: Autistic Children and Their Families
- 1969, Teaching Autitistic Children: Guidelines for Teachers
- 1971, Autistic Children: a Guide for Parents
- 1975, Early Childhood Autism: Clinical, Educational and Social Aspects (editor)
- 1975, What is Operant conditioning?
- 1988, Aspects of Autism: Biological Research (editor)
- 1989, Hospital Closure and the Resettlement of Residents: Case of Darenth Park Mental Handicap Hospital
- 1995, Autistic Spectrum Disorders: an Aid to Diagnosis
- 1996, The Autistic Spectrum: a Guide for Parents and Professionals
- 2002, Smiling at Shadows: a Mother's Journey Raising an Autistic Child (with Junee Waites, Helen Swinbourne).